# 12 mai 1959

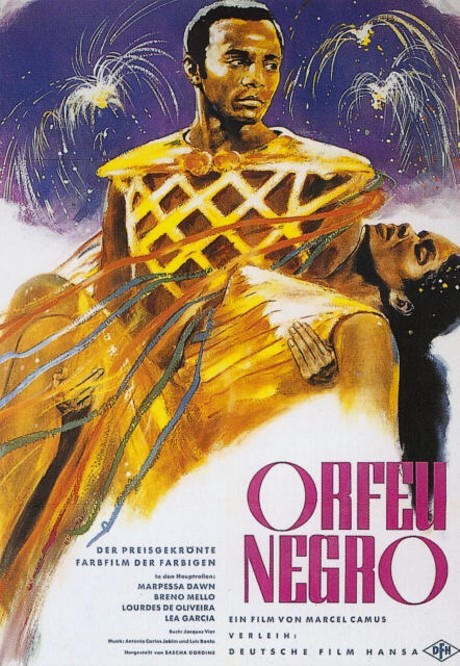
Affiche du film Orfeu Negro.

Le mardi 12 mai 1959 est le 132e jour de l'année 1959.

## Événements

### Actualité
- Un avion américain de la compagnie aérienne Capital Airlines (vol 983 de Buffalo à Atlanta) glisse sur la piste à l’atterrissage à 15 h 29 et termine sa course dans un talus, causant deux morts parmi les 44 passagers.
- 47 minutes après ce premier accident, à 16 h 16, un deuxième avion de la même compagnie, un turbopropulseur volant de New York à Atlanta, se désintègre en vol à 5 000 pieds après avoir rencontré de sévères turbulences et s’écrase près de Chase dans le Maryland, tuant les 31 personnes présentes à bord[1]. C’était la première fois que deux avions de la même compagnie s’écrasaient le même jour[2].
- Quelques heures après son divorce de Debbie Reynolds, le chanteur américain Eddie Fisher se marie avec Elizabeth Taylor à Las Vegas[3].
- Trois séismes dans le monde :
  - Région autonome du Tibet en Chine, magnitude 6.3 à 25 km de profondeur ;
  - Province de Salta en Argentine, magnitude 6.6 à 25 km de profondeur ;
  - Îles Andreanof en Alaska aux États-Unis, magnitude 6.0 à 35 km de profondeur.

### Culture
- Salvador Dali organise une petite explosion artistique au Vél' d’Hiv' de Paris, bâtiment sportif destiné à être détruit fin 1959. L’explosion est censée symboliser la destruction du bâtiment et doit faire percuter divers objets dont une Tour Eiffel sur des plaques de cuivre pour y graver leur forme et créer « une œuvre d’art apocalyptique ». L’explosion, d’assez forte puissance, fait un blessé et échoue : les plaques de cuivres restent intactes et Dali reste perplexe devant ses tôles[4] ;
- Premier concert professionnel de Plácido Domingo en tant que baryton au Théâtre Degollado (es) de Guadalajara au Mexique ;
- Sortie en France du film musical franco-italo-brésilien Orfeu Negro réalisé par Marcel Camus ;
- Sortie au Japon du film japonais Bonjour réalisé par Yasujirō Ozu ;
- Fondation de la ville brésilienne de Três Coroas (« Trois Couronnes ») de la Mésorégion métropolitaine de Porto Alegre, capitale de l'État du Rio Grande do Sul.

## Naissances
- Håkan Ackegård (sv), illustrateur suédois ;

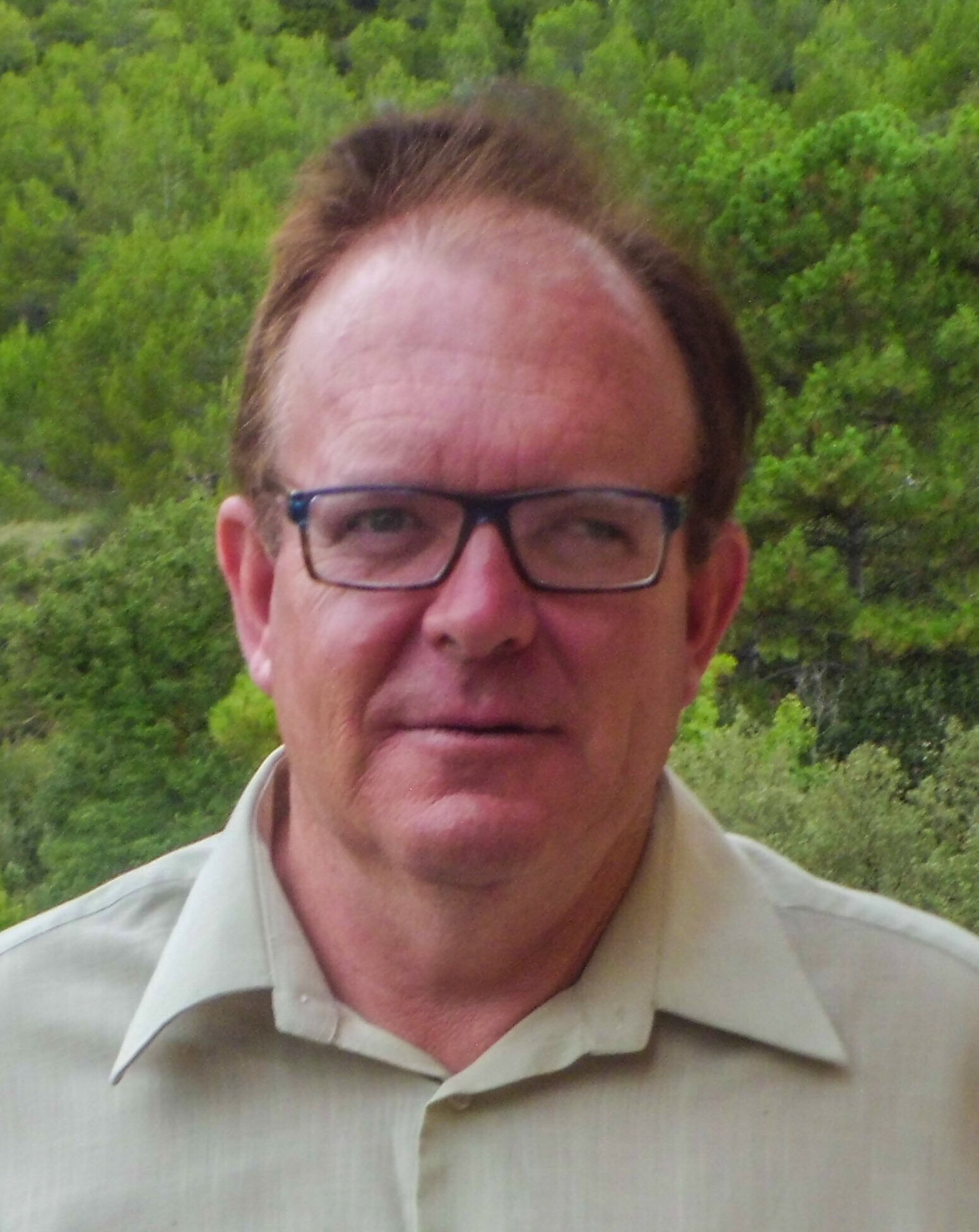
Josep Ferrer i Bujons, écrivain espagnol.

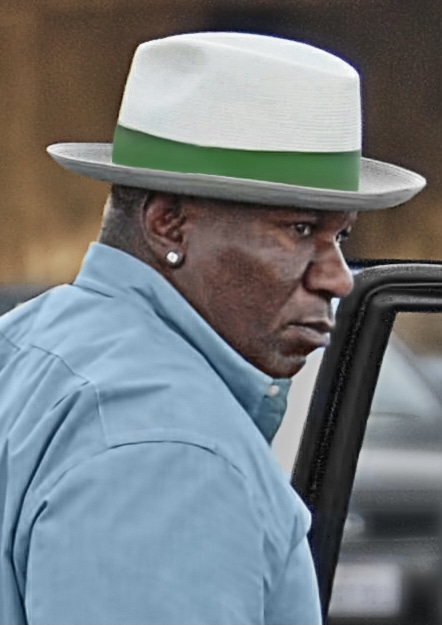
Ving Rhames, acteur américain.

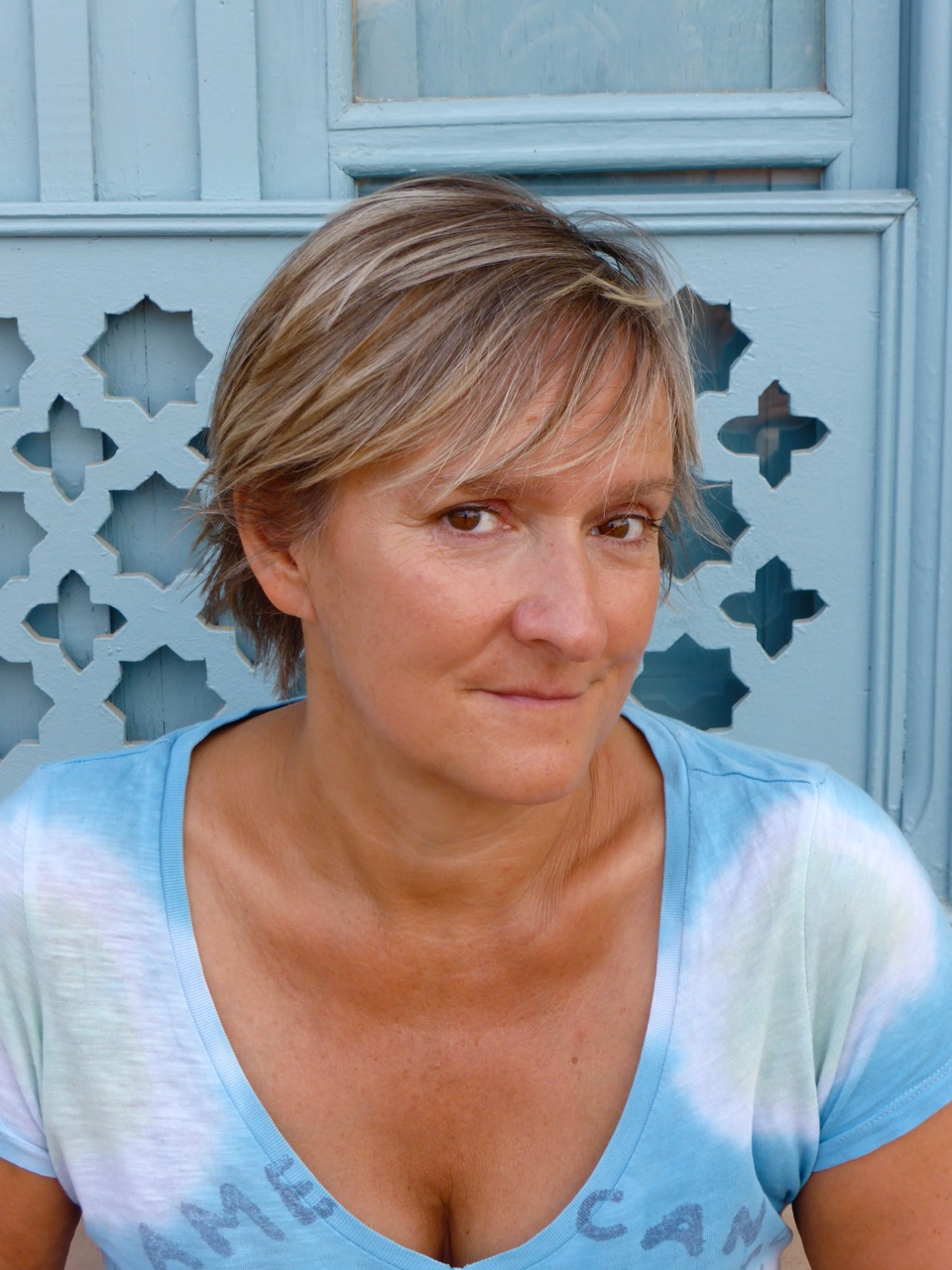
Deborah Warner, metteuse en scène britannique de théâtre.

- Julia Armstrong (en), coureuse de marathon britannique ;
- Michael Balboni (en), avocat et homme politique américain ;
- Kevin Bass, joueur américain de baseball ;
- Elías Benito (es), footballeur espagnol ;
- Åsa Bjerkerot, chanteuse, actrice, directrice artistique et musicienne suédoise ;
- Lutz Blochberger (de), acteur et réalisateur allemand ;
- Andreas Burkert (de), astrophysicien allemand ;
- Dave Christian, joueur américain de hockey sur glace ;
- Paolo Collini (it), économiste, recteur et accademico italien ;
- Chris Cosh (en), joueur et entraîneur américain de football ;
- José Crespo, homme politique espagnol ;
- Jan Willem Duyvendak (nl), sociologue, philosophe et universitaire néerlandais ;
- Elaine Costa (pt), enseignante et femme politique brésilienne ;
- Mark Davies, évêque britannique ;
- Joe Ellington (en), physicien et homme politique américain ;
- Michael Ellis (es) (mort le 6 décembre 2014), producteur de musique panaméen ;
- Vincent Everts (nl), observateur de tendances et blogueur vidéo néerlandais dans le domaine d'internet et de la technologie ;
- Josep Ferrer i Bujons, écrivain et poète espagnol ;
- Giovanni Frangi (it), peintre et artiste italien ;
- J. Christopher Giancarlo (en), avocat et ancien dirigeant d'entreprise américain ;
- Ray Gillen (en) (mort le 1er décembre 1993, chanteur-compositeur-interprète de rock américain ;
- Serge Julin (es), pilote de moto belge ;
- Emin Kuz (tr), avocat turc ;
- Lynley Hamilton (en), joueuse de cricket australienne ;
- Jerry Johnston (en), pasteur évangélique, auteur et réalisateur de documentalités américain ;
- Ralf Latz (de), homme politique allemand ;
- Lars Ljungqvist (en), économiste suédois ;
- Gauthier Louppe (de), luthier et plasticien belge ;
- Willie Lozado (en), joueur de baseball américain ;
- Magnus Mandersson (en), homme d’affaires Suédois des télécommunications ;
- Ann Mui (en) (morte le 16 avril 2000), chanteuse et actrice hongkongaise ;
- Ulf Nordquist (sv), musicien, auteur-compositeur et chanteur suédois ;
- Meredith Palmer (en), personnage de fiction alcoolique de la série américaine The Office, jouée par Kate Flannery ;
- Wasna Papai Danfa (pt), homme politique de Guinée-Bissau ;
- Carlos Pinto (es), journaliste et présentateur de télévision chilien ;
- Didier Rambaud, homme politique français ;
- Ving Rhames, acteur américain ;
- Mark Robinson, homme politique d’Irlande du Nord ;
- Ron Rubin (en), acteur canadien de doublage et de voice-over ;
- Yvon Sanquer, dirigeant français d'équipes cyclistes ;
- Ruth Schumann-Keller (de), gymnaste suisse ;
- Gert Scobel (de), journaliste, présentateur, écrivain et philosophe allemand ;
- Carmine Verduci (en), gangster italo-canadien lié à la 'Ndrangheta de Toronto ;
- Deborah Warner, réalisatrice et metteuse en scène britannique de théâtre et d'opéra ;
- Volker Wasmuth (de), rédacteur en chef allemand de la chaîne d'information allemande n-tv ;
- Sally Wyatt (en), chercheuse canadienne en sciences et technologies ;
- Klaus Zechiel-Eckes (mort le 23 février 2010), historien et médiéviste allemand.

## Décès

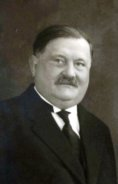
Benjamin H. Unruh, historien allemand de Russie.

- Edgar Apperson (en) (né le 3 octobre 1870), ingénieur américain et constructeur automobile ;
- Mitchell S. Buck (en) (né le 10 février 1887), poète et traducteur américain ;
- Richmunda Herrnreither (de) (née le 9 décembre 1868), abbesse allemande du monastère de Waldsassen ;
- Ville Mattila (fi) (né le 7 octobre 1884), peintre et luthier finlandais ;
- Signe Palmblad (sv), née le 12 mars 1870, peintre suédoise ;
- Bill Pearson (en) (né le 11 novembre 1892), joueur australien de football australien ;
- Jane Rae (en) (née le 20 décembre 1872), activiste politique, suffragette et juge de paix britannique ;
- Norman Todd (en) (né le 11 juin 1884), joueur de cricket anglais ;
- Benjamin H. Unruh (de) (né le 17 septembre 1881), auteur et historien mennonite allemand de Russie ;
- Ludwig Walker (de) (né le 5 décembre 1879), homme politique suisse.